# Atanasio Behnam Kalian
Atanasio Behnam Kalian (1883 - 1949; phiên âm khác:Athanase Jules Benham Kalian) là một Giám mục người Syria của Giáo hội Công giáo nghi lễ Syria, trực thuộc Giáo hội Công giáo Rôma. Ông nguyên là Tổng giám mục chính tòa Tổng giáo phận Baghdad, nghi lễ Syria. Trưco17 khi làm Tổng giám mục, ông còn đảm trách các nhiệm vụ khác như Giám mục Phụ tá Giáo phận Mardin and Amida và Tòa Thượng phụ Antioch, đều thuộc nghi lễ Syria.

## Tiểu sử
Tổng giám mục Atanasio Behnam Kalian sinh ngày 8 tháng 12 năm 1883, tại Mossul, thuộc Syria. Sau quá trình tu học dài hạn tại các cơ sở chủng viện theo quy định từ phía Giáo luật, ngày 19 tháng 7 năm 1908, Phó tế Kalian, 25 tuổi, tiến đến việc được truyền chức linh mục.
Sau quá trình dài 13 năm thực hiện các công việc mục vụ thì ngày 26 tháng 2 năm 1921, linh mục Atanasio Behnam Kalian được bầu chọn làm Giám mục Phụ tá Tòa Thượng phụ Antioch và danh hiệu Giám mục Hiệu tòa Batnae dei Siri. Sự lựa chọn trên từ phía Giáo hội Công giáo Syria được phía Giáo hội Công giáo Rôma chấp thuận vào ngày 21 tháng 11 cùng năm. Sau khi nhận được sự chấp thuận từ Tòa Thánh, ngày 30 tháng 4 năm 1922, lễ tấn phong cho vị giám mục tân cử đã được tổ chức, với phần nghi thức chính yếu được ử hành cách trọng thể bởi Thượng phụ Ignace Denis Ephrem Rahmani, Thượng phụ Tòa Thượng phụ Antioch, nghi lễ Syria. Theo một nguồn tin khác, ngoài vị trí ở Antioch, giám mục Kalian còn được bổ nhiệm kiêm nhiệm thêm vị trí Giám mục phụ tá Giáo phận Mardin and Amida, nghi lễ Syria cùng thời gian, song song và cùng kết thúc cùng lúc.
Sau tám năm giữ các chức vị là một Giám mục Phụ tá, ngày 6 tháng 8 năm 1929, Giám mục Atanasio Behnam Kalian được thông bào đã được quyết định thuyên chuyển đến nhiệm sở mới, cụ thể là nhiệm sở, thăng Tổng giám mục, đến Tổng giáo phận Baghdad giữ chức danh Tổng giám mục chính tòa.
Sau gần hai mươi năm với chức vị là một người cha tinh thần của Tổng giáo phận Baghdad, Tổng giám mục Kalian qua đời vào ngày 17 tháng 2 năm 1949, thọ 65 tuổi, với 41 năm linh mục và 27 năm giám mục.